# Maarten Goudzwaard
Maarten Goudzwaard (Ferwerd, 28 augustus 1979) is een Nederlands politicus voor de partij JA21. Sinds 2019 is hij lid van de Provinciale Staten van Friesland. In 2022 zat hij ook als tijdelijke vervanger van Nicki Pouw-Verweij drie maanden in de Tweede Kamer.

## Biografie
Goudzwaard werkte als supervisor bij de BelastingTelefoon en was teamleider in de telecom- en verzekeringssector en productiemanager voor een klantenkaartenproducent.
In 2019 werd Goudzwaard namens Forum voor Democratie lijsttrekker en lid van de Provinciale Staten van Friesland. In december 2020 verruilde hij Forum voor Democratie voor JA21. Hij werd als vierde geplaatst op de kandidatenlijst voor de Tweede Kamerverkiezingen 2021 en werd vervolgens beleidsmedewerker van de Tweede Kamerfractie. Van 10 maart tot 30 juni 2022 was Goudzwaard lid van de Tweede Kamer in een tijdelijke vacature omdat Pouw met zwangerschap- en bevallingsverlof was. Goudzwaard deed bij zijn installatie de belofte in het Fries: "Dat ferklearje en ûnthjit ik" en voerde het woord over zorg, onderwijs en sociale zaken. Na het zomerreces keerde Goudzwaard terug als fractiemedewerker van JA21 in de Tweede Kamer.
- Parlement.com: vlgdf1xg5qe8